# Satellite Awards 2019
O 23.º Satellite Awards ou Satellite Awards 2019 (no original, em inglês, 23rd Satellite Awards) foi a 23.ª edição organizada pela associação de mídia dos Estados Unidos, International Press Academy, para honrar os melhores profissionais e obras de cinema de de 2018.
As nomeações foram anunciadas em 28 de novembro de 2018. Os vencedores foram anunciados em 3 de janeiro de 2019 e a cerimônia ocorreu em 22 de fevereiro de 2019. Para este novo ciclo de premiação, o Satellite Awards decidiu separar as categorias de Melhor Filme, Melhor Ator e Melhor Atriz em drama e comédia ou musical. Anteriormente, as categorias eram juntas desde a cerimônia de 2011.

## Vencedores e nomeados

### Cinema
| Melhor Filme de Drama If Beale Street Could Talk - Black Panther - First Man - Hereditary - Mary Queen of Scots - Widows | Melhor Filme de Comédia ou Musical A Star Is Born - Crazy Rich Asians - The Favourite - Green Book - Mary Poppins Returns - Nico, 1988 |
| Melhor Filme de Animação Isle of Dogs - Incredibles 2 - Liz and the Blue Bird - Mirai no Mirai - Ralph Breaks the Internet - Ruben Brandt, Collector | Melhor Diretor Alfonso Cuarón – Roma - Bradley Cooper – A Star Is Born - Peter Farrelly – Green Book - Barry Jenkins – If Beale Street Could Talk - Yorgos Lanthimos – The Favourite - Spike Lee – BlacKkKlansman |
| Melhor Ator em Filme de Drama Willem Dafoe – At Eternity's Gate como Vincent van Gogh - Ben Foster – Leave No Trace como Will - Ryan Gosling – First Man como Neil Armstrong - Ethan Hawke – First Reformed como Ernst Toller - Lucas Hedges – Boy Erased como Jared Eamons - Robert Redford – The Old Man & the Gun como Forrest Tucker                                              | Melhor Atriz em Filme de Drama Glenn Close – The Wife como Joan Castleman - Yalitza Aparicio – Roma como Cleo - Viola Davis – Widows como Veronica Rawlings - Nicole Kidman – Destroyer como Erin Bell - Melissa McCarthy – Can You Ever Forgive Me? como Lee Israel - Rosamund Pike – A Private War como Marie Colvin                                                                                |
| Melhor Ator em Filme de Comédia ou Musical Rami Malek – Bohemian Rhapsody como Freddie Mercury - Bradley Cooper – A Star Is Born como Jackson Maine - Lin-Manuel Miranda – Mary Poppins Returns como Jack - Viggo Mortensen – Green Book como Frank "Tony Lip" Vallelonga - Nick Robinson – Love, Simon como Simon Spier - John David Washington – BlacKkKlansman como Ron Stallworth | Melhor Atriz em Filme de Comédia ou Musical Olivia Colman – The Favourite como Ana da Grã-Bretanha - Emily Blunt – Mary Poppins Returns como Mary Poppins - Trine Dyrholm – Nico, 1988 como Nico - Elsie Fisher – Eighth Grade como Kayla Day - Lady Gaga – A Star Is Born como Ally Campana Maine - Constance Wu – Crazy Rich Asians como Rachel Chu                                                 |
| Melhor Ator Coadjuvante Richard E. Grant – Can You Ever Forgive Me? como Jack Hock - Mahershala Ali – Green Book como Don Shirley - Timothée Chalamet – Beautiful Boy como Nic Sheff - Russell Crowe – Boy Erased como Marshall Eamons - Adam Driver – BlacKkKlansman como Flip Zimmerman - Sam Elliott – A Star Is Born como Bobby Maine                                             | Melhor Atriz Coadjuvante Regina King – If Beale Street Could Talk como Sharon Rivers - Claire Foy – First Man como Janet Armstrong - Nicole Kidman – Boy Erased como Nancy Eamons - Margot Robbie – Mary Queen of Scots como Isabel I de Inglaterra - Emma Stone – The Favourite como Abigail Masham, Baroness Masham - Rachel Weisz – The Favourite como Sarah Churchill, Duquesa de Marlborough     |
| Melhor Roteiro Original Roma – Alfonso Cuarón - Eighth Grade – Bo Burnham - The Favourite – Deborah Davis e Tony McNamara - First Reformed – Paul Schrader - Green Book – Nick Vallelonga, Brian Hayes Currie e Peter Farrelly - A Quiet Place – Scott Beck, John Krasinski e Bryan Woods                                                                                             | Melhor Roteiro Adaptado Can You Ever Forgive Me? – Nicole Holofcener e Jeff Whitty - BlacKkKlansman – Charlie Wachtel, David Rabinowitz, Kevin Willmott e Spike Lee - The Death of Stalin – Armando Iannucci, David Schneider, Ian Martin e Peter Fellows - If Beale Street Could Talk – Barry Jenkins - Leave No Trace – Debra Granik e Anne Rosellini - A Star Is Born – Bradley Cooper e Eric Roth |
| Melhor Documentário Minding the Gap - Crime + Punishment - Free Solo - RBG - Three Identical Strangers - Won't You Be My Neighbor? | Melhor Filme Estrangeiro Roma ( México) - The Cakemaker ( Israel) - Zimna wojna ( Polónia) - Den skyldige ( Dinamarca) - I Am Not a Witch ( Reino Unido) - Manbiki Kazoku ( Japão) |
| Melhor Edição Roma – Alfonso Cuarón - BlacKkKlansman – Barry Alexander Brown - First Man – Tom Cross - If Beale Street Could Talk – Joi McMillon e Nat Sanders - A Star Is Born – Jay Cassidy - Widows – Joe Walker | Melhor Cinematografia A Star Is Born – Matthew Libatique - Black Panther – Rachel Morrison - Zimna wojna (Cold War) – Łukasz Żal - The Favourite – Robbie Ryan - If Beale Street Could Talk – James Laxton - Roma – Alfonso Cuarón |
| Melhor Trilha Sonora First Man – Justin Hurwitz - BlacKkKlansman – Terence Blanchard - Colette – Thomas Adès - If Beale Street Could Talk – Nicholas Britell - The Sisters Brothers – Alexandre Desplat - Widows – Hans Zimmer | Melhor Canção Original "Shallow" – A Star Is Born - "All the Stars" – Black Panther - "Can You Imagine That?" – Mary Poppins Returns - "Requiem for a Private War" – A Private War - "Revelation" – Boy Erased - "Strawberries & Cigarettes" – Love, Simon |
| Melhor Figurino The Favourite – Sandy Powell - Black Panther – Ruth E. Carter - Colette – Andrea Flesch - Fantastic Beasts: The Crimes of Grindelwald – Colleen Atwood - Mary Queen of Scots – Alexandra Byrne - A Star Is Born – Erin Benach | Melhor Direção de Arte Mary Poppins Returns – John Myhre - Black Panther – Hannah Beachler - Fantastic Beasts: The Crimes of Grindelwald – Stuart Craig - The Favourite – Fiona Crombie - First Man – Nathan Crowley - Roma – Eugenio Caballero |
| Melhores Efeitos Visuais Black Panther - Avengers: Infinity War - Fantastic Beasts: The Crimes of Grindelwald - Jurassic World: Fallen Kingdom - Rampage - Ready Player One | Melhor Edição e Mixagem de Som A Quiet Place - Black Panther - First Man - Mary Poppins Returns - Roma - A Star Is Born |
| Melhor Filme Independente BlacKkKlansman - Eighth Grade - First Reformed - Leave No Trace - Private Life - A Private War | |

#### Filmes com múltiplas nomeações
| Nomeações | Filme                                       |
| --------- | ------------------------------------------- |
| 11        | A Star Is Born                              |
| 9         | The Favourite                               |
| 8         | Roma                                        |
| 7         | BlacKkKlansman                              |
| 7         | Black Panther                               |
| 7         | First Man                                   |
| 7         | If Beale Street Could Talk                  |
| 6         | Mary Poppins Returns                        |
| 5         | Green Book                                  |
| 4         | Boy Erased                                  |
| 4         | Widows                                      |
| 3         | Can You Ever Forgive Me?                    |
| 3         | Eighth Grade                                |
| 3         | Fantastic Beasts: The Crimes of Grindelwald |
| 3         | First Reformed                              |
| 3         | Leave No Trace                              |
| 3         | Mary Queen of Scots                         |
| 3         | A Private War                               |
| 2         | Zimna wojna                                 |
| 2         | Colette                                     |
| 2         | Crazy Rich Asians                           |
| 2         | Love, Simon                                 |
| 2         | Nico, 1988                                  |
| 2         | A Quiet Place                               |

#### Filmes com múltiplos prêmios
| Prêmios | Filme                      |
| ------- | -------------------------- |
| 4       | Roma                       |
| 3       | A Star Is Born             |
| 2       | Can You Ever Forgive Me?   |
| 2       | The Favourite              |
| 2       | If Beale Street Could Talk |

### Televisão
| Melhor Série de Drama Homecoming – Amazon - The Bold Type – Freeform - The Handmaid's Tale – Hulu - Mr. Mercedes – AT&T - Succession – HBO - This Is Us – NBC | Melhor Série de Comédia ou Musical Lodge 49 – AMC - Arrested Development – Netflix - Atlanta – FX - Barry – HBO - Black-ish – ABC - The Good Place – NBC - Insecure – HBO |
| Melhor Série de Gênero The Terror – AMC - Castle Rock – Hulu - Counterpart – Starz - Doctor Who – BBC - The Man in the High Castle – Amazon | Melhor Minissérie The Assassination of Gianni Versace: American Crime Story – FX - The Looming Tower – Hulu - Patrick Melrose – Showtime - Sharp Objects – HBO - A Very English Scandal – Amazon |
| Melhor Ator em Série de Drama ou de Gênero Brendan Gleeson – Mr. Mercedes como Bill Hodges - Jason Bateman – Ozark como Marty Byrde - Bob Odenkirk – Better Call Saul como Saul Goodman - Matthew Rhys – The Americans como Philip Jennings - J. K. Simmons – Counterpart como Howard Silk - Billy Bob Thornton – Goliath como Billy McBride                                                                        | Melhor Atriz em Série de Drama ou de Gênero Julia Roberts – Homecoming como Heidi Bergman - Elisabeth Moss – The Handmaid's Tale como Offred / June Osborne - Sandra Oh – Killing Eve como Eve Polastri - Keri Russell – The Americans como Elizabeth Jennings - Jodie Whittaker – Doctor Who como Décima terceira Doutora                                                                                |
| Melhor Ator em Série de Comédia ou Musical Bill Hader – Barry como Barry Berkman / Barry Block - Anthony Anderson – Black-ish como Andre "Dre" Johnson Sr. - Ted Danson – The Good Place como Michael - Donald Glover – Atlanta como Earnest "Earn" Marks - William H. Macy – Shameless como Frank Gallagher - Thomas Middleditch – Silicon Valley como Richard Hendricks                                           | Melhor Atriz em Série de Comédia ou Musical Issa Rae – Insecure como Issa Dee - Alison Brie – GLOW como Ruth "Zoya the Destroya" Wilder - Christina Hendricks – Good Girls como Beth Boland - Ellie Kemper – Unbreakable Kimmy Schmidt como Kimmy Schmidt - Niecy Nash – Claws como Desna Simms - Tracee Ellis Ross – Black-ish como Rainbow "Bow" Johnson                                                |
| Melhor Ator em Minissérie ou Telefilme Darren Criss – The Assassination of Gianni Versace: American Crime Story como Andrew Cunanan - Daniel Brühl – The Alienist como Laszlo Kreizler - Benedict Cumberbatch – Patrick Melrose como Patrick Melrose - Jeff Daniels – The Looming Tower como John O'Neill - Hugh Grant – A Very English Scandal como Jeremy Thorpe - Jared Harris – The Terror como Francis Crozier | Melhor Atriz em Minissérie ou Telefilme Amy Adams – Sharp Objects como Camille Preaker - Laura Dern – The Tale como Jennifer Fox - Dakota Fanning – The Alienist como Sara Howard - Julia Roberts – Homecoming como Heidi Bergman - Emma Stone – Maniac como Annie Landsberg |
| Melhor Ator Coadjuvante em Série, Minissérie ou Telefilme Hugo Weaving – Patrick Melrose como David Melrose - Mark Duplass – Goliath como Tom Wyatt - John Macmillan – King Lear como Edmund - Édgar Ramírez – The Assassination of Gianni Versace: American Crime Story como Gianni Versace - Paul Ready – The Terror como Harry Goodsir - Ben Whishaw – A Very English Scandal como Norman Josiffe / Norman Scott | Melhor Atriz Coadjuvante em Série, Minissérie ou Telefilme Sharon Stone – Mosaic como Olivia Lake - Penélope Cruz – The Assassination of Gianni Versace: American Crime Story como Donatella Versace - Jennifer Jason Leigh – Patrick Melrose como Eleanor Melrose - Justine Lupe – Mr. Mercedes como Holly Gibney - Nive Nielsen – The Terror como Lady Silence - Emma Thompson – King Lear como Goneril |
| Melhor Telefilme The Tale – HBO - Cargo – Netflix - Her Only Choice – BET - King Lear – Amazon | |

#### Séries com múltiplas nomeações
| Nomeações | Série                                                     |
| --------- | --------------------------------------------------------- |
| 4         | The Assassination of Gianni Versace: American Crime Story |
| 4         | Patrick Melrose                                           |
| 4         | The Terror                                                |
| 3         | Black-ish                                                 |
| 3         | Homecoming                                                |
| 3         | King Lear                                                 |
| 3         | Mr. Mercedes                                              |
| 3         | A Very English Scandal                                    |
| 2         | The Alienist                                              |
| 2         | The Americans                                             |
| 2         | Atlanta                                                   |
| 2         | Barry                                                     |
| 2         | Counterpart                                               |
| 2         | Doctor Who                                                |
| 2         | Goliath                                                   |
| 2         | The Good Place                                            |
| 2         | The Handmaid's Tale                                       |
| 2         | Insecure                                                  |
| 2         | The Looming Tower                                         |
| 2         | Sharp Objects                                             |
| 2         | The Tale                                                  |

#### Séries com múltiplos prêmios
| Prêmios | Série                                                     |
| ------- | --------------------------------------------------------- |
| 2       | The Assassination of Gianni Versace: American Crime Story |
| 2       | Homecoming                                                |